# Districtul Es Senia
Es Senia este un district din provincia Oran, Algeria.